# JW Marriott Marquis Miami
JW Marriott Marquis Miami es un lujoso hotel ubicado en el centro de Miami, Florida, Estados Unidos. El hotel está situado en el complejo Metropolitan Miami de 1 billón de dólares en el complejo Metropolitan Miami junto con el Hotel Beaux Arts Miami. La torre del hotel comparte un garaje con la torre de oficinas contigua de 47 pisos, Wells Fargo Center. Las dos torres se completaron en octubre de 2010. La primera propiedad del mercado JW Marriott Marquis cuenta con 313 habitaciones, incluyendo 56 suites, además de una amplia gama de servicios, incluyendo el reconocido chef-restaurador Daniel Boulud's db Bistro Moderne. Ofreciendo un entorno diverso para negocios, reuniones y viajes de placer, el hotel de 41 pisos cuenta con tres niveles de conserjería; 80,000 pies cuadrados de espacio de función total incluyendo un salón de baile de 20,000 pies cuadrados; Y los más inusuales deportes de interior, estilo de vida y complejos de entretenimiento en cualquier hotel en los EE. UU. El 50.000 metros cuadrados de dos plantas de interior incluye un estadio de baloncesto aprobado por la NBA, cancha de tenis, Mariano Bartolomé Indoor Golf School, bolera virtual, Billares, estudio de Rina Yoga, animar: un salón de servicio completo y spa y mucho más.
El JW Marriott Marquis Miami es el primer hotel JW Marriott Marquis en estrenar en la cartera de propiedades de JW Marriott Hotels, el segundo abrió sus puertas en 2013 en Dubái, Emiratos Árabes Unidos. Dubái, Emiratos Árabes Unidos.